# 困在台北
《困在台北》是嚴爵的首張細碟，也是他簽約相信音樂後的首張細碟，在2009年11月13日推出。專輯收錄他於2008年創作的第一首歌《困在台北》，及後來收錄在專輯《謝謝你的美好》的《追尋》之現場版本。

## 曲目
| 曲序 | 曲目                             |      | 作曲 | 备注   |
| ---- | -------------------------------- | ---- | ---- | ------ |
| 1.   | 困在台北                         | 嚴爵 | 嚴爵 |        |
| 2.   | 追尋（2009/10/22 Live@Platinum） | 嚴爵 | 嚴爵 | 現場版 |

## 外部連結
- 嚴爵 Yen-j ：爵式人生的Facebook專頁
- 相信音樂的Facebook專頁
- 相信音樂官方網站（页面存档备份，存于）